# Władysław (Mitrović)
Władysław, imię świeckie Vojisław Mitrović (ur. maja 1913 w Starym Sele k. Glamoča, zm. 13 września 1992 w Valjevie) – serbski biskup prawosławny.

## Życiorys
Syn literata Isaiji Mitrovicia i jego żony Staki. Ukończył gimnazjum w Prijedorze, seminarium duchowne w Sarajewie, a następnie studia teologiczne na Uniwersytecie Belgradzkim. Po uzyskaniu dyplomu z teologii ukończył również studia historyczne, specjalizując się w dziejach Bizancjum.
W latach 1932–1935 zasiadał w składzie sądu kanonicznego w Banja Luce, natomiast w latach 1940–1950 pracował w różnych parafiach w Bośni i w Serbii jako katecheta. W 1950 został zatrudniony w seminarium duchownym św. Sawy przy monasterze Rakovica. W tym też klasztorze złożył 15 maja 1952 wieczyste śluby mnisze przed metropolitą Dabaru i Bośni Nektariuszem. W tym samym roku został wyświęcony na hierodiakona, zaś w roku następnym – na hieromnicha.
31 lipca 1955 został wyświęcony na biskupa zahumsko-hercegowińskiego. Po śmierci metropolity Dabaru i Bośni Nektariusza w 1966 był początkowo locum tenens tejże eparchii, zaś w 1967 mianowano go jej ordynariuszem; zachował przy tym zarząd eparchii zahumsko-hercegowińskiej. Pracował nad odbudową cerkwi i monasterów zniszczonych w czasie II wojny światowej i ożywieniem działalności Cerkwi w Bośni i Hercegowinie. Po wybuchu wojny w Bośni i Hercegowinie nie opuścił terenów zagrożonych działaniami zbrojnymi, pozostał w monasterze Žitomislić. W 1992 z powodu pogorszenia się stanu zdrowia wyjechał do Belgradu, po czym został przeniesiony w stan spoczynku i skierowany do monasteru Dokmir. Zmarł w tym samym roku i został pochowany w tymże klasztorze. W 2002 jego szczątki, zgodnie z testamentem zmarłego metropolity, przeniesiono do soboru katedralnego w Sarajewie.